# John Hunter Nemechek
Statistiques en NASCAR Cup Series
Dernière mise à jour : 20 mai 2024 
John Hunter Nemechek, né le 11 juin 1997 à Mooresville (Caroline du Nord), est un pilote professionnel américain de NASCAR.
Il participe à plein temps au championnat de la NASCAR Cup Series au volant de la Toyota Camry XSE no 42 pour l'écurie Legacy Motor Club (en) et à temps partiel au championnat de la NASCAR Xfinity Series au volant de la Toyota Supra no 20 pour l'écurie Joe Gibbs Racing et la Toyota Supra no 26 de l'écurie Sam Hunt Racing (en).
Nemechek remporte le championnat 2012 de la Allison Legacy Series (en).
Il est le fils du pilote NASCAR Joe Nemechek.

## Biographie

### Jeunesse
John Hunter Nemechek naît le 11 juin 1997 à Mooresville en Caroline du Nord.
Il porte le nom de son oncle, John Nemechek, mort plus tôt cette année-là à la suite d'un accident lors d'une course de NASCAR Craftsman Truck Series sur le Homestead-Miami Speedway.
Nemechek étudie à la Davidson Day School (en) de Davidson en Caroline du Nord.

### Carrière

#### Jeunesse
John Hunter Nemechek commence à piloter à l'âge de 5 ans, en participant à des compétitions de go-karts, de midjets et de motos tout-terrain.
Il passe au stock-car en 2010 et participe à diverses séries régionales jusqu'en 2012,.

#### NASCAR Truck Series

##### NEMCO Motorsports (2013-2020)
Fin 2013, John Hunter Nemechek fait ses débuts en Camping World Truck Series, au volant de la Toyota no 22 pour l'écurie SWM-NEMCO Motorsports, brièvement propriété de Joe Nemechek et de Sid Maudlin. Il termine 19e à Martinsville et 21e à Phoenix.
John Hunter Nemechek partivipe à dix courses au cours de la saison 2014, obtenant sa meilleur place (5e) au New Hampshire.
En 2015, il participe à toutes les courses du calendrier sauf cinq. Le 19 septembre, 16 ans jour pour jour après que son père ait remporté sa première course en Cup Series, John Hunter Nemechek remporte sa première course de Truck Series à Chicagoland. À la fin de la saison, il se classe 12e du championnat et est élu pilote le plus populaire de la série.
Il réalise sa première saison à temps plein en 2016 et s'impose à Atlanta. Au Canada, Nemechek et Cole Custer se disputent la victoire et Nemechek envoie intentionnellement Custer dans le mur. Il remporte la course mais Custer le prend violemment à partie après l'arrivée. Nemechek termine 8e du championnat.
En 2017, John Hunter Nemechek remporte deux courses consécutives soit à Gateway et dans l'Iowa mais n'est pas qualifié pour la finale du championnat (limitée à quatre pilotes) après avoir pourtant terminé deuxième à Phoenix. Il est de nouveau classé 8e à l'issue du championnat.
En 2018 et 2020, il participe au championnat en programme partiel, ne remportant qu'une victoire soit à Martinsville en 2018.

##### Kyle Busch Motorsports (2021-2022)
En novembre 2020, après quitté l'écurie Front Row Motorsports en Cup Series, John Hunter Nemechek signe avec la Kyle Busch Motorsports (en) pour la saison 2021 de Truck Series. En 2021, il gagne à Las Vegas, Richmond, Charlotte, Texas et Pocono et il termine la saison classé à la troisième place du championnat.
En 2022, il gagne à Darlington et au Kansas et termine cinquième du championnat.

##### Tricon Garage (2023)
Nemechek rejoint à temps partiel l'écurie Tricon Garage (en) pilotant la voiture Toyota no 17 et ne participe qu'à deux courses, terminant 31e à Las Vegas et 3e à Atlanta.

#### NASCAR Xfinity Series

##### Chip Ganassi Racing (2018)
En 2018, John Hunter Nemechek rejoint l'écurie Chip Ganassi Racing pour conduire, en programme partiel, la voiture no 42 dans la NASCAR Xfinity Series. Pour ses débuts à Atlanta, il termine quatrième, malgré un accrochage avec Elliott Sadler et Cole Custer. il gagne au Kansas et termine 13e du championnat.

##### GMS Racing (2019)
En 2019, John Hunter Nemechek signe pour conduire en programme complet la Chevrolet no 23 de l'écurie GMS Racing. Le 9 novembre, Nemechek et son père Joe entrent dans l'histoire de la NASCAR à Phoenix en étant le premier duo père-fils à courir dans les trois séries principales au cours d'un même week-end. Sans gagner de course, Nemechek termine la saison à la septième place du championnat après avoir terminé sixième lotrs de la dernière course de la saison à Homestead.

##### Sam Hunt Racing et Joe Gibbs Racing (2021-2022)
En 2021 et 2022, John Hunter Nemechek participe à temps partiel dans la Xfinity pour les écuries Sam Hunt Racing (en) et Joe Gibbs Racing. Pendant cette période, il remporte la victoire au Texas en 2021.

##### Joe Gibbs Racing (2023-2024)
En décembre 2022, l'écurie Joe Gibbs Racing annonce que John Hunter Nemechek pilotera à plein temps en Xfinity, leur voiture Toyota Supra no 20 pour la saison 2023. Nemechek commence 2023 avec une deuxième place à Daytona. Il gagne ensuite à Fontana, Martinsville, Atlanta, New Hampshire, Michigan et Kansas,,,,,.
Lors de la série éliminatoire, Nemechek gagne au Texas. Il termine finalement quatrième du championnat.
Alors qu'il courait à temps plein avec la Legacy Motor Club en Cup Series, il partage la voiture no 20 avec Aric Almirola pour la saison Xfinity 2024. Nemechek commence la saison septième à Daytona et deux semaines plus tard, remporte la course à Las Vegas.

#### NASCAR Cup Series

##### Front Row Motorsports (2019-2020)
Le 29 octobre 2019, l'écurie Front Row Motorsports annonce que John Hunter Nemechek va remplacer Matt Tifft (en) au volant de la Ford no 36 pour les trois dernières courses de la NASCAR Cup Series 2019, à la suite de problèmes médicaux rencontrés par Tifft. Le 12 décembre, FRM annonce que Nemechek va remplacer David Ragan en tant que pilote de la Ford no 38 pour la saison 2020.
Il commence la saison 2020 avec une 11e place au Daytona 500. Après un arrêt dela compétition pendant deux mois à la suite de la pandémie de Covid-19, Nemechek obtient le premier Top 10 de sa carrière en Cup Series lors de la première course de Darlington. C'est également le premier Top 10 depuis 2016 pour son écurie, sur un circuit autre que ceux de Talladega et de Daytona . Nemechek n'obtient pas d'autre Top 10 avant la course de printemps de Talladega où il termine huitième. Il obtient son troisième Top 10 avec une nouvelle huitième place lors de la course d'automne de Talladega et termine classé 27e au championnat. Le 16 novembre, Nemechek et Front Row Motorsports se séparent.

##### 23XI Racing (2022)
Le 18 octobre 2022, il est annoncé que John Hunter Nemechek va revenir en Cup Series lors de la course sur le Homestead-Miami Speedway en remplacement de Bubba Wallace au volant de la voiture no 45 de l'écurie 23XI Racing, Wallace étant suspendu après avoir intentionnellement sorti Kyle Larson la semaine précédente à Las Vegas.

##### Legacy Motor Club (2024)
Le 6 septembre 2023, l'écurie Legacy Motor Club (en) annonce que John Hunter Nemechek sera le pilote à temps plein de leur voiture no 42 en 2024. Il s'agira de sa première saison à temps plein depuis 2020.

## Statistiques

### Cup Series
| Légende  | Légende |
| -------- | --- |
| Gras     | Pole position décernée en fonction du temps réalisé en qualification.                                                                     |
| Italique | Pole position décernée en fonction des points au classement ou des temps aux essais.                                                      |
| *        | Plus grand nombre de tours menés. |
| 01       | Aucun point de championnat car inéligible pour le titre lors de cette saison (le pilote concourt pour le titre dans une autre catégorie). |
| DNQ      | Ne s'est pas qualifié. |

| Résultats en NASCAR Cup Series | Résultats en NASCAR Cup Series | Résultats en NASCAR Cup Series | Résultats en NASCAR Cup Series | Résultats en NASCAR Cup Series | Résultats en NASCAR Cup Series | Résultats en NASCAR Cup Series | Résultats en NASCAR Cup Series | Résultats en NASCAR Cup Series | Résultats en NASCAR Cup Series | Résultats en NASCAR Cup Series | Résultats en NASCAR Cup Series | Résultats en NASCAR Cup Series | Résultats en NASCAR Cup Series | Résultats en NASCAR Cup Series | Résultats en NASCAR Cup Series | Résultats en NASCAR Cup Series | Résultats en NASCAR Cup Series | Résultats en NASCAR Cup Series | Résultats en NASCAR Cup Series | Résultats en NASCAR Cup Series | Résultats en NASCAR Cup Series | Résultats en NASCAR Cup Series | Résultats en NASCAR Cup Series | Résultats en NASCAR Cup Series | Résultats en NASCAR Cup Series | Résultats en NASCAR Cup Series | Résultats en NASCAR Cup Series | Résultats en NASCAR Cup Series | Résultats en NASCAR Cup Series | Résultats en NASCAR Cup Series | Résultats en NASCAR Cup Series | Résultats en NASCAR Cup Series | Résultats en NASCAR Cup Series | Résultats en NASCAR Cup Series | Résultats en NASCAR Cup Series | Résultats en NASCAR Cup Series | Résultats en NASCAR Cup Series | Résultats en NASCAR Cup Series | Résultats en NASCAR Cup Series | Résultats en NASCAR Cup Series | Résultats en NASCAR Cup Series |
| ------------------------------ | ------------------------------ | ------------------------------ | ------------------------------ | ------------------------------ | ------------------------------ | ------------------------------ | ------------------------------ | ------------------------------ | ------------------------------ | ------------------------------ | ------------------------------ | ------------------------------ | ------------------------------ | ------------------------------ | ------------------------------ | ------------------------------ | ------------------------------ | ------------------------------ | ------------------------------ | ------------------------------ | ------------------------------ | ------------------------------ | ------------------------------ | ------------------------------ | ------------------------------ | ------------------------------ | ------------------------------ | ------------------------------ | ------------------------------ | ------------------------------ | ------------------------------ | ------------------------------ | ------------------------------ | ------------------------------ | ------------------------------ | ------------------------------ | ------------------------------ | ------------------------------ | ------------------------------ | ------------------------------ | ------------------------------ |
| Année                          | Écurie                         | No.                            | Constructeur                   | 1                              | 2                              | 3                              | 4                              | 5                              | 6                              | 7                              | 8                              | 9                              | 10                             | 11                             | 12                             | 13                             | 14                             | 15                             | 16                             | 17                             | 18                             | 19                             | 20                             | 21                             | 22                             | 23                             | 24                             | 25                             | 26                             | 27                             | 28                             | 29                             | 30                             | 31                             | 32                             | 33                             | 34                             | 35                             | 36                             | Clas.                          | Pts                            |
| 2019                           | Front Row Motorsports          | 36                             | Ford                           | DAY                            | ATL                            | LVS                            | PHO                            | CAL                            | MAR                            | TEX                            | BRI                            | RCH                            | TAL                            | DOV                            | KAN                            | CLT                            | POC                            | MCH                            | SON                            | CHI                            | DAY                            | KEN                            | NHA                            | POC                            | GLN                            | MCH                            | BRI                            | DAR                            | IND                            | LVS                            | RCH                            | ROV                            | DOV                            | TAL                            | KAN                            | MAR                            | TEX 21                         | PHO 27                         | HOM 23                         | 49e                            | 01                             |
| 2020                           | Front Row Motorsports          | 38                             | Ford                           | DAY 11                         | LVS 24                         | CAL 25                         | PHO 25                         | DAR 9                          | DAR 35                         | CLT 16                         | CLT 13                         | BRI 13                         | ATL 23                         | MAR 25                         | HOM 19                         | TAL 8                          | POC 24                         | POC 19                         | IND 15                         | KEN 36                         | TEX 22                         | KAN 19                         | NHA 36                         | MCH 36                         | MCH 23                         | DAY 35                         | DOV 24                         | DOV 20                         | DAY 11                         | DAR 36                         | RCH 30                         | BRI 20                         | LVS 20                         | TAL 8                          | ROV 36                         | KAN 17                         | TEX 22                         | MAR 26                         | PHO 26                         | 27e                            | 534                            |
| 2022                           | 23XI Racing                    | 45                             | Toyota                         | DAY                            | CAL                            | LVS                            | PHO                            | ATL                            | COA                            | RCH                            | MAR                            | BRD                            | TAL                            | DOV                            | DAR                            | KAN                            | CLT                            | GTW                            | SON                            | NSH                            | ROA                            | ATL                            | NHA                            | POC                            | IRC                            | MCH                            | RCH                            | GLN                            | DAY                            | DAR                            | KAN                            | BRI                            | TEX                            | TAL                            | ROV                            | LVS                            | HOM 27                         | MAR                            | PHO                            | 56e                            | 01                             |
| 2023                           | Legacy Motor Club (en)         | 42                             | Chevrolet                      | DAY                            | CAL                            | LVS                            | PHO                            | ATL                            | COA                            | RCH                            | BRD                            | MAR                            | TAL                            | DOV                            | KAN                            | DAR                            | CLT                            | GTW                            | SON                            | NSH                            | CSC                            | ATL                            | NHA                            | POC                            | RCH                            | MCH                            | IRC                            | GLN                            | DAY                            | DAR                            | KAN                            | BRI                            | TEX                            | TAL                            | ROV                            | LVS                            | HOM 32                         | MAR                            | PHO                            | 61e                            | 01                             |
| 2024                           | Legacy Motor Club (en)         | 42                             | Toyota                         | DAY 7                          | ATL 21                         | LVS 22                         | PHO 25                         | BRI 6                          | COA 21                         | RCH 25                         | MAR 36                         | TEX 34                         | TAL 33                         | DOV 20                         | KAN 13                         | DAR 31                         | CLT                            | GTW                            | SON                            | IOW                            | NHA                            | NSH                            | CSC                            | POC                            | IND                            | RCH                            | MCH                            | DAY                            | DAR                            | ATL                            | GLN                            | BRI                            | KAN                            | TAL                            | ROV                            | LVS                            | HOM                            | MAR                            | PHO                            | E.C.                           | E.C.                           |

#### Daytona 500
| Résultats au Daytona 500 | Résultats au Daytona 500 | Résultats au Daytona 500 | Résultats au Daytona 500 | Résultats au Daytona 500 |
| ------------------------ | ------------------------ | ------------------------ | ------------------------ | ------------------------ |
| Année                    | Écurie                   | Constructeur             | Position                 | Position                 |
| Année                    | Écurie                   | Constructeur             | Départ                   | Arrivée                  |
| 2020                     | Front Row Motorsports    | Ford                     | 23                       | 11                       |
| 2024                     | Legacy Motor Club        | Toyota                   | 10                       | 7                        |

### Xfinity Series
| Légende  | Légende |
| -------- | --- |
| Gras     | Pole position décernée en fonction du temps réalisé en qualification.                                                                     |
| Italique | Pole position décernée en fonction des points au classement ou des temps aux essais.                                                      |
| *        | Plus grand nombre de tours menés. |
| 01       | Aucun point de championnat car inéligible pour le titre lors de cette saison (le pilote concourt pour le titre dans une autre catégorie). |
| DNQ      | Ne s'est pas qualifié. |

| Résultats en NASCAR Xfinity Series | Résultats en NASCAR Xfinity Series | Résultats en NASCAR Xfinity Series | Résultats en NASCAR Xfinity Series | Résultats en NASCAR Xfinity Series | Résultats en NASCAR Xfinity Series | Résultats en NASCAR Xfinity Series | Résultats en NASCAR Xfinity Series | Résultats en NASCAR Xfinity Series | Résultats en NASCAR Xfinity Series | Résultats en NASCAR Xfinity Series | Résultats en NASCAR Xfinity Series | Résultats en NASCAR Xfinity Series | Résultats en NASCAR Xfinity Series | Résultats en NASCAR Xfinity Series | Résultats en NASCAR Xfinity Series | Résultats en NASCAR Xfinity Series | Résultats en NASCAR Xfinity Series | Résultats en NASCAR Xfinity Series | Résultats en NASCAR Xfinity Series | Résultats en NASCAR Xfinity Series | Résultats en NASCAR Xfinity Series | Résultats en NASCAR Xfinity Series | Résultats en NASCAR Xfinity Series | Résultats en NASCAR Xfinity Series | Résultats en NASCAR Xfinity Series | Résultats en NASCAR Xfinity Series | Résultats en NASCAR Xfinity Series | Résultats en NASCAR Xfinity Series | Résultats en NASCAR Xfinity Series | Résultats en NASCAR Xfinity Series | Résultats en NASCAR Xfinity Series | Résultats en NASCAR Xfinity Series | Résultats en NASCAR Xfinity Series | Résultats en NASCAR Xfinity Series | Résultats en NASCAR Xfinity Series | Résultats en NASCAR Xfinity Series | Résultats en NASCAR Xfinity Series | Résultats en NASCAR Xfinity Series |
| ---------------------------------- | ---------------------------------- | ---------------------------------- | ---------------------------------- | ---------------------------------- | ---------------------------------- | ---------------------------------- | ---------------------------------- | ---------------------------------- | ---------------------------------- | ---------------------------------- | ---------------------------------- | ---------------------------------- | ---------------------------------- | ---------------------------------- | ---------------------------------- | ---------------------------------- | ---------------------------------- | ---------------------------------- | ---------------------------------- | ---------------------------------- | ---------------------------------- | ---------------------------------- | ---------------------------------- | ---------------------------------- | ---------------------------------- | ---------------------------------- | ---------------------------------- | ---------------------------------- | ---------------------------------- | ---------------------------------- | ---------------------------------- | ---------------------------------- | ---------------------------------- | ---------------------------------- | ---------------------------------- | ---------------------------------- | ---------------------------------- | ---------------------------------- |
| Année                              | Écurie                             | No.                                | Constructeur                       | 1                                  | 2                                  | 3                                  | 4                                  | 5                                  | 6                                  | 7                                  | 8                                  | 9                                  | 10                                 | 11                                 | 12                                 | 13                                 | 14                                 | 15                                 | 16                                 | 17                                 | 18                                 | 19                                 | 20                                 | 21                                 | 22                                 | 23                                 | 24                                 | 25                                 | 26                                 | 27                                 | 28                                 | 29                                 | 30                                 | 31                                 | 32                                 | 33                                 | Clas.                              | Pts                                |
| 2018                               | Chip Ganassi Racing                | 42                                 | Chevrolet                          | DAY                                | ATL 4                              | LVS                                | PHO                                | CAL 29                             | TEX                                | BRI 13                             | RCH 13                             | TAL 7                              | DOV 14                             | CLT                                | POC 7                              | MCH 13                             | IOW 15                             | CHI                                | DAY                                | KEN 7                              | NHA 4                              | IOW 5                              | GLN                                | MOH                                | BRI                                | ROA                                | DAR                                | IND 25                             | LVS                                | RCH                                | ROV                                | DOV 9                              | KAN 1                              | TEX 4                              | PHO 9                              | HOM 3                              | 13e                                | 643                                |
| 2019                               | GMS Racing                         | 23                                 | Chevrolet                          | DAY 8                              | ATL 20                             | LVS 2                              | PHO 9                              | CAL 28                             | TEX 9                              | BRI 5                              | RCH 7                              | TAL 6                              | DOV 8                              | CLT 12                             | POC 12                             | MCH 8                              | IOW 8                              | CHI 11                             | DAY 22                             | KEN 12                             | NHA 36                             | IOW 3                              | GLN 12                             | MOH 31                             | BRI 3                              | ROA 26                             | DAR 21                             | IND 31                             | LVS 8                              | RCH 15                             | ROV 7                              | DOV 8                              | KAN 8                              | TEX 5                              | PHO 4                              | HOM 6                              | 7e                                 | 2253                               |
| 2021                               | Sam Hunt Racing                    | 26                                 | Toyota                             | DAY                                | DRC                                | HOM                                | LVS                                | PHO                                | ATL                                | MAR                                | TAL                                | DAR                                | DOV 32                             | COA                                | CLT                                | MOH                                | TEX                                | NSH                                | POC                                | ROA                                | ATL                                | NHA                                | GLN                                | IRC                                | MCH                                | DAY                                | DAR                                | RCH 3                              | BRI                                | LVS                                |                                    |                                    |                                    |                                    |                                    |                                    | 74e                                | 01                                 |
| 2021                               | Joe Gibbs Racing                   | 54                                 | Toyota                             |                                    |                                    |                                    |                                    |                                    |                                    |                                    |                                    |                                    |                                    |                                    |                                    |                                    |                                    |                                    |                                    |                                    |                                    |                                    |                                    |                                    |                                    |                                    |                                    |                                    |                                    |                                    | TAL 22                             | ROV                                | TEX 1*                             | KAN                                | MAR                                | PHO 6                              | 74e                                | 01                                 |
| 2022                               | Sam Hunt Racing                    | 26                                 | Toyota                             | DAY                                | CAL                                | LVS 12                             | PHO 5                              | ATL                                | COA                                |                                    |                                    |                                    |                                    | DAR 4                              | TEX                                | CLT                                | PIR                                | NSH                                | ROA 18                             | ATL                                | NHA                                | POC                                | IRC                                | MCH 19                             | GLN                                | DAY 35                             | DAR 9                              | KAN                                | BRI                                |                                    |                                    |                                    | LVS 16                             | HOM                                | MAR                                | PHO                                | 77e                                | 01                                 |
| 2022                               | Joe Gibbs Racing                   | 18                                 | Toyota                             |                                    |                                    |                                    |                                    |                                    |                                    | RCH 2*                             | MAR                                | TAL                                | DOV 37                             |                                    |                                    |                                    |                                    |                                    |                                    |                                    |                                    |                                    |                                    |                                    |                                    |                                    |                                    |                                    |                                    | TEX 28                             | TAL                                | ROV                                |                                    |                                    |                                    |                                    | 77e                                | 01                                 |
| 2023                               | Joe Gibbs Racing                   | 20                                 | Toyota                             | DAY 2                              | CAL 1*                             | LVS 6                              | PHO 6                              | ATL 8                              | COA 27                             | RCH 2                              | MAR 1*                             | TAL 32                             | DOV 5                              | DAR 5*                             | CLT 2                              | PIR 10                             | SON 16                             | NSH 6                              | CSC 2                              | ATL 1                              | NHA 1*                             | POC 32                             | ROA 34                             | MCH 1*                             | IRC 13                             | GLN 6                              | DAY 28                             | DAR 3*                             | KAN 1*                             | BRI 3                              | TEX 1                              | ROV 8                              | LVS 2                              | HOM 3                              | MAR 18                             | PHO 28                             | 4e                                 | 4009                               |
| 2024                               | Joe Gibbs Racing                   | 20                                 | Toyota                             | DAY 7                              | ATL 32                             | LVS 1*                             | PHO 32                             | COA 3                              | RCH                                | MAR                                | TEX                                | TAL                                | DOV                                |                                    |                                    |                                    |                                    |                                    |                                    |                                    |                                    |                                    |                                    |                                    |                                    |                                    |                                    |                                    |                                    |                                    |                                    |                                    |                                    |                                    |                                    |                                    | E.C.                               | E.C.                               |

### Truck Series
| Légende  | Légende |
| -------- | --- |
| Gras     | Pole position décernée en fonction du temps réalisé en qualification.                                                                     |
| Italique | Pole position décernée en fonction des points au classement ou des temps aux essais.                                                      |
| *        | Plus grand nombre de tours menés. |
| 01       | Aucun point de championnat car inéligible pour le titre lors de cette saison (le pilote concourt pour le titre dans une autre catégorie). |
| DNQ      | Ne s'est pas qualifié. |

| Résultats en NASCAR Camping World Truck Series | Résultats en NASCAR Camping World Truck Series | Résultats en NASCAR Camping World Truck Series | Résultats en NASCAR Camping World Truck Series | Résultats en NASCAR Camping World Truck Series | Résultats en NASCAR Camping World Truck Series | Résultats en NASCAR Camping World Truck Series | Résultats en NASCAR Camping World Truck Series | Résultats en NASCAR Camping World Truck Series | Résultats en NASCAR Camping World Truck Series | Résultats en NASCAR Camping World Truck Series | Résultats en NASCAR Camping World Truck Series | Résultats en NASCAR Camping World Truck Series | Résultats en NASCAR Camping World Truck Series | Résultats en NASCAR Camping World Truck Series | Résultats en NASCAR Camping World Truck Series | Résultats en NASCAR Camping World Truck Series | Résultats en NASCAR Camping World Truck Series | Résultats en NASCAR Camping World Truck Series | Résultats en NASCAR Camping World Truck Series | Résultats en NASCAR Camping World Truck Series | Résultats en NASCAR Camping World Truck Series | Résultats en NASCAR Camping World Truck Series | Résultats en NASCAR Camping World Truck Series | Résultats en NASCAR Camping World Truck Series | Résultats en NASCAR Camping World Truck Series | Résultats en NASCAR Camping World Truck Series | Résultats en NASCAR Camping World Truck Series | Résultats en NASCAR Camping World Truck Series |
| ---------------------------------------------- | ---------------------------------------------- | ---------------------------------------------- | ---------------------------------------------- | ---------------------------------------------- | ---------------------------------------------- | ---------------------------------------------- | ---------------------------------------------- | ---------------------------------------------- | ---------------------------------------------- | ---------------------------------------------- | ---------------------------------------------- | ---------------------------------------------- | ---------------------------------------------- | ---------------------------------------------- | ---------------------------------------------- | ---------------------------------------------- | ---------------------------------------------- | ---------------------------------------------- | ---------------------------------------------- | ---------------------------------------------- | ---------------------------------------------- | ---------------------------------------------- | ---------------------------------------------- | ---------------------------------------------- | ---------------------------------------------- | ---------------------------------------------- | ---------------------------------------------- | ---------------------------------------------- |
| Année                                          | Écurie                                         | No.                                            | Constructeur                                   | 1                                              | 2                                              | 3                                              | 4                                              | 5                                              | 6                                              | 7                                              | 8                                              | 9                                              | 10                                             | 11                                             | 12                                             | 13                                             | 14                                             | 15                                             | 16                                             | 17                                             | 18                                             | 19                                             | 20                                             | 21                                             | 22                                             | 23                                             | Clas.                                          | Pts                                            |
| 2013                                           | SWM-NEMCO Motorsports                          | 22                                             | Toyota                                         | DAY                                            | MAR                                            | CAR                                            | KAN                                            | CLT                                            | DOV                                            | TEX                                            | KEN                                            | IOW                                            | ELD                                            | POC                                            | MCH                                            | BRI                                            | MSP                                            | IOW                                            | CHI                                            | LVS                                            | TAL                                            | MAR 19                                         | TEX                                            | PHO 21                                         | HOM                                            |                                                | 45e                                            | 51                                             |
| 2014                                           | SWM-NEMCO Motorsports                          | 8                                              | Toyota                                         | DAY                                            | MAR 12                                         | KAN                                            | CLT                                            | DOV 6                                          | TEX                                            | GTW 15                                         | KEN                                            | IOW 10                                         | ELD 6                                          | POC                                            | MCH                                            | BRI 27                                         | MSP 25                                         | CHI                                            | NHA 5                                          | LVS                                            | TAL                                            | MAR 13                                         | TEX                                            | PHO 7                                          | HOM                                            |                                                | 23e                                            | 337                                            |
| 2015                                           | SWM-NEMCO Motorsports                          | 8                                              | Chevrolet                                      | DAY                                            | ATL                                            | MAR 29                                         | KAN                                            | CLT                                            | DOV 22                                         | TEX                                            | GTW 4                                          | IOW 23                                         | KEN 11                                         | ELD 7                                          | POC 13                                         | MCH 12                                         | BRI 3                                          | MSP 9                                          | CHI 1                                          | NHA 5                                          | LVS 4                                          | TAL 11                                         | MAR 2                                          | TEX 11                                         | PHO 2                                          | HOM 2                                          | 12e                                            | 630                                            |
| 2016                                           | NEMCO Motorsports                              | 8                                              | Chevrolet                                      | DAY 17                                         | ATL 1                                          | MAR 2                                          | KAN 28                                         | DOV 15                                         | CLT 12                                         | TEX 7                                          | IOW 12                                         | GTW 6                                          | KEN 2                                          | ELD 24                                         | POC 9                                          | BRI 8                                          | MCH 26                                         | MSP 1                                          | CHI 14                                         | NHA 9                                          | LVS 16                                         | TAL 32                                         | MAR 3                                          | TEX 18                                         | PHO 6                                          | HOM 11                                         | 8e                                             | 2133                                           |
| 2017                                           | NEMCO Motorsports                              | 8                                              | Chevrolet                                      | DAY 4                                          | ATL 29                                         | MAR 28                                         | KAN 3                                          | CLT 22                                         | DOV 22                                         | TEX 21                                         | GTW 1                                          | IOW 1                                          | KEN 18                                         | ELD 5                                          | POC 4                                          | MCH 29                                         | BRI 3                                          | MSP 20                                         | CHI 7                                          | NHA 20                                         | LVS 8                                          | TAL 6                                          | MAR 30                                         | TEX 19                                         | PHO 2                                          | HOM 15                                         | 8e                                             | 2206                                           |
| 2018                                           | NEMCO Motorsports                              | 8                                              | Chevrolet                                      | DAY 25                                         | ATL                                            | LVS 21                                         | MAR 1                                          | DOV                                            | KAN 4                                          | CLT 9                                          | TEX                                            | IOW 27                                         | GTW 25                                         | CHI 7*                                         | KEN 5                                          | ELD 7                                          | POC                                            | MCH 3                                          | BRI 3*                                         | MSP 2                                          | LVS 22                                         | TAL 27                                         | MAR 30                                         | TEX                                            | PHO29                                          | HOM7                                           | 90e                                            | 01                                             |
| 2019                                           | NEMCO Motorsports                              | 8                                              | Chevrolet                                      | DAY                                            | ATL                                            | LVS                                            | MAR                                            | TEX                                            | DOV                                            | KAN                                            | CLT                                            | TEX                                            | IOW                                            | GTW                                            | CHI                                            | KEN                                            | POC                                            | ELD                                            | MCH                                            | BRI 29                                         | MSP                                            | LVS 32                                         | TAL 30                                         | MAR 7                                          | PHO 29                                         | HOM                                            | 99e                                            | 01                                             |
| 2020                                           | NEMCO Motorsports                              | 8                                              | Ford                                           | DAY DNQ                                        | LVS                                            | CLT 6                                          | ATL 24                                         | HOM                                            | POC                                            | KEN                                            | TEX                                            | KAN                                            | KAN                                            | MCH 25                                         | DRC                                            | DOV                                            | GTW                                            | DAR                                            | RCH                                            | BRI                                            | LVS                                            | TAL                                            | KAN                                            | TEX                                            | MAR                                            | PHO                                            | 82e                                            | 01                                             |
| 2021                                           | Kyle Busch Motorsports                         | 4                                              | Toyota                                         | DAY 7                                          | DRC 3                                          | LVS 1*                                         | ATL 3                                          | BRD 39                                         | RCH 1*                                         | KAN 5                                          | DAR 8*                                         | COA 12                                         | CLT 1*                                         | TEX 1*                                         | NSH 10                                         | POC 1                                          | KNX 11                                         | GLN 2                                          | GTW 22                                         | DAR 2                                          | BRI 3                                          | LVS 33                                         | TAL 4                                          | MAR 39                                         | PHO 7                                          |                                                | 3e                                             | 4030                                           |
| 2022                                           | Kyle Busch Motorsports                         | 4                                              | Toyota                                         | DAY 24*                                        | LVS 25                                         | ATL 24                                         | COA 2                                          | MAR 4                                          | BRD 3                                          | DAR 1*                                         | KAN 6                                          | TEX 6                                          | CLT 3                                          | GTW 35                                         | SON 8                                          | KNX 2                                          | NSH 9                                          | MOH 28                                         | POC 3                                          | IRP 10*                                        | RCH 2                                          | KAN 1*                                         | BRI 12                                         | TAL 24                                         | HOM 35                                         | PHO 4                                          | 5e                                             | 2285                                           |
| 2023                                           | Tricon Garage                                  | 17                                             | Toyota                                         | DAY                                            | LVS 31                                         | ATL 3*                                         | COA                                            | TEX                                            | BRD                                            | MAR                                            | KAN                                            | DAR                                            | NWS                                            | CLT                                            | GTW                                            | NSH                                            | MOH                                            | POC                                            | RCH                                            | IRP                                            | MLW                                            | KAN                                            | BRI                                            | TAL                                            | HOM                                            | PHO                                            | 89e                                            | 01                                             |

### K&N Pro Series East
| Légende  | Légende |
| -------- | --- |
| Gras     | Pole position décernée en fonction du temps réalisé en qualification.                                                                     |
| Italique | Pole position décernée en fonction des points au classement ou des temps aux essais.                                                      |
| *        | Plus grand nombre de tours menés. |
| 01       | Aucun point de championnat car inéligible pour le titre lors de cette saison (le pilote concourt pour le titre dans une autre catégorie). |
| DNQ      | Ne s'est pas qualifié. |

| Résultats en NASCAR K&N Pro Series West | Résultats en NASCAR K&N Pro Series West | Résultats en NASCAR K&N Pro Series West | Résultats en NASCAR K&N Pro Series West | Résultats en NASCAR K&N Pro Series West | Résultats en NASCAR K&N Pro Series West | Résultats en NASCAR K&N Pro Series West | Résultats en NASCAR K&N Pro Series West | Résultats en NASCAR K&N Pro Series West | Résultats en NASCAR K&N Pro Series West | Résultats en NASCAR K&N Pro Series West | Résultats en NASCAR K&N Pro Series West | Résultats en NASCAR K&N Pro Series West | Résultats en NASCAR K&N Pro Series West | Résultats en NASCAR K&N Pro Series West | Résultats en NASCAR K&N Pro Series West | Résultats en NASCAR K&N Pro Series West | Résultats en NASCAR K&N Pro Series West | Résultats en NASCAR K&N Pro Series West | Résultats en NASCAR K&N Pro Series West | Résultats en NASCAR K&N Pro Series West | Résultats en NASCAR K&N Pro Series West |
| --------------------------------------- | --------------------------------------- | --------------------------------------- | --------------------------------------- | --------------------------------------- | --------------------------------------- | --------------------------------------- | --------------------------------------- | --------------------------------------- | --------------------------------------- | --------------------------------------- | --------------------------------------- | --------------------------------------- | --------------------------------------- | --------------------------------------- | --------------------------------------- | --------------------------------------- | --------------------------------------- | --------------------------------------- | --------------------------------------- | --------------------------------------- | --------------------------------------- |
| Année                                   | Écurie                                  | No.                                     | Constructeur                            | 1                                       | 2                                       | 3                                       | 4                                       | 5                                       | 6                                       | 7                                       | 8                                       | 9                                       | 10                                      | 11                                      | 12                                      | 13                                      | 14                                      | 15                                      | 16                                      | Clas.                                   | Pts                                     |
| 2013                                    | Spraker Racing                          | 37                                      | Chevrolet                               | BRI                                     | GRE                                     | FIF 12                                  |                                         |                                         |                                         |                                         |                                         |                                         |                                         |                                         |                                         |                                         |                                         |                                         |                                         | 48e                                     | 46                                      |
| 2013                                    | SWM-NEMCO Motorsports                   | 8                                       | Chevrolet                               |                                         |                                         |                                         | RCH 30                                  | BGS                                     | IOW                                     | LGY                                     | COL                                     | IOW                                     | VIR                                     | GRE                                     | NHA                                     | DOV                                     | RAL                                     |                                         |                                         | 48e                                     | 46                                      |
| 2014                                    | SWM-NEMCO Motorsports                   | 8                                       | Toyota                                  | NSM                                     | DAY                                     | BRI                                     | GRE                                     | RCH                                     | IOW                                     | BGS                                     | FIF                                     | LGY                                     | NHA                                     | COL                                     | IOW                                     | GLN 25                                  | VIR                                     | GRE                                     | DOV                                     | 65e                                     | 19                                      |

### ARCA Menards Series
| Légende  | Légende |
| -------- | --- |
| Gras     | Pole position décernée en fonction du temps réalisé en qualification.                                                                     |
| Italique | Pole position décernée en fonction des points au classement ou des temps aux essais.                                                      |
| *        | Plus grand nombre de tours menés. |
| 01       | Aucun point de championnat car inéligible pour le titre lors de cette saison (le pilote concourt pour le titre dans une autre catégorie). |
| DNQ      | Ne s'est pas qualifié. |

| Résultats en ARCA Racing Series | Résultats en ARCA Racing Series | Résultats en ARCA Racing Series | Résultats en ARCA Racing Series | Résultats en ARCA Racing Series | Résultats en ARCA Racing Series | Résultats en ARCA Racing Series | Résultats en ARCA Racing Series | Résultats en ARCA Racing Series | Résultats en ARCA Racing Series | Résultats en ARCA Racing Series | Résultats en ARCA Racing Series | Résultats en ARCA Racing Series | Résultats en ARCA Racing Series | Résultats en ARCA Racing Series | Résultats en ARCA Racing Series | Résultats en ARCA Racing Series | Résultats en ARCA Racing Series | Résultats en ARCA Racing Series | Résultats en ARCA Racing Series | Résultats en ARCA Racing Series | Résultats en ARCA Racing Series | Résultats en ARCA Racing Series | Résultats en ARCA Racing Series | Résultats en ARCA Racing Series | Résultats en ARCA Racing Series |
| ------------------------------- | ------------------------------- | ------------------------------- | ------------------------------- | ------------------------------- | ------------------------------- | ------------------------------- | ------------------------------- | ------------------------------- | ------------------------------- | ------------------------------- | ------------------------------- | ------------------------------- | ------------------------------- | ------------------------------- | ------------------------------- | ------------------------------- | ------------------------------- | ------------------------------- | ------------------------------- | ------------------------------- | ------------------------------- | ------------------------------- | ------------------------------- | ------------------------------- | ------------------------------- |
| Année                           | Équipe                          | No.                             | Constructeur                    | 1                               | 2                               | 3                               | 4                               | 5                               | 6                               | 7                               | 8                               | 9                               | 10                              | 11                              | 12                              | 13                              | 14                              | 15                              | 16                              | 17                              | 18                              | 19                              | 20                              | Clas.                           | Pts                             |
| 2022                            | Venturini Motorsports           | 55                              | Toyota                          | DAY                             | PHO                             | TAL                             | KAN                             | CLT                             | IOW                             | BLN                             | ELK                             | MOH 4*                          | POC                             | IRP                             | MCH                             | GLN                             | ISF                             | MLW                             | DSF                             | KAN                             | BRI                             | SLM                             | TOL                             | 72e                             | 42                              |

## Vie privée
Nemechek est chrétien.
Il est l'aîné d'une famille de trois frères et sœurs. Il compte également un demi-frère aîné.
Nemechek fait l'objet d'un livre pour enfants de course automobile écrit par son père en 2001, Racin' Buddies.

## Galerie

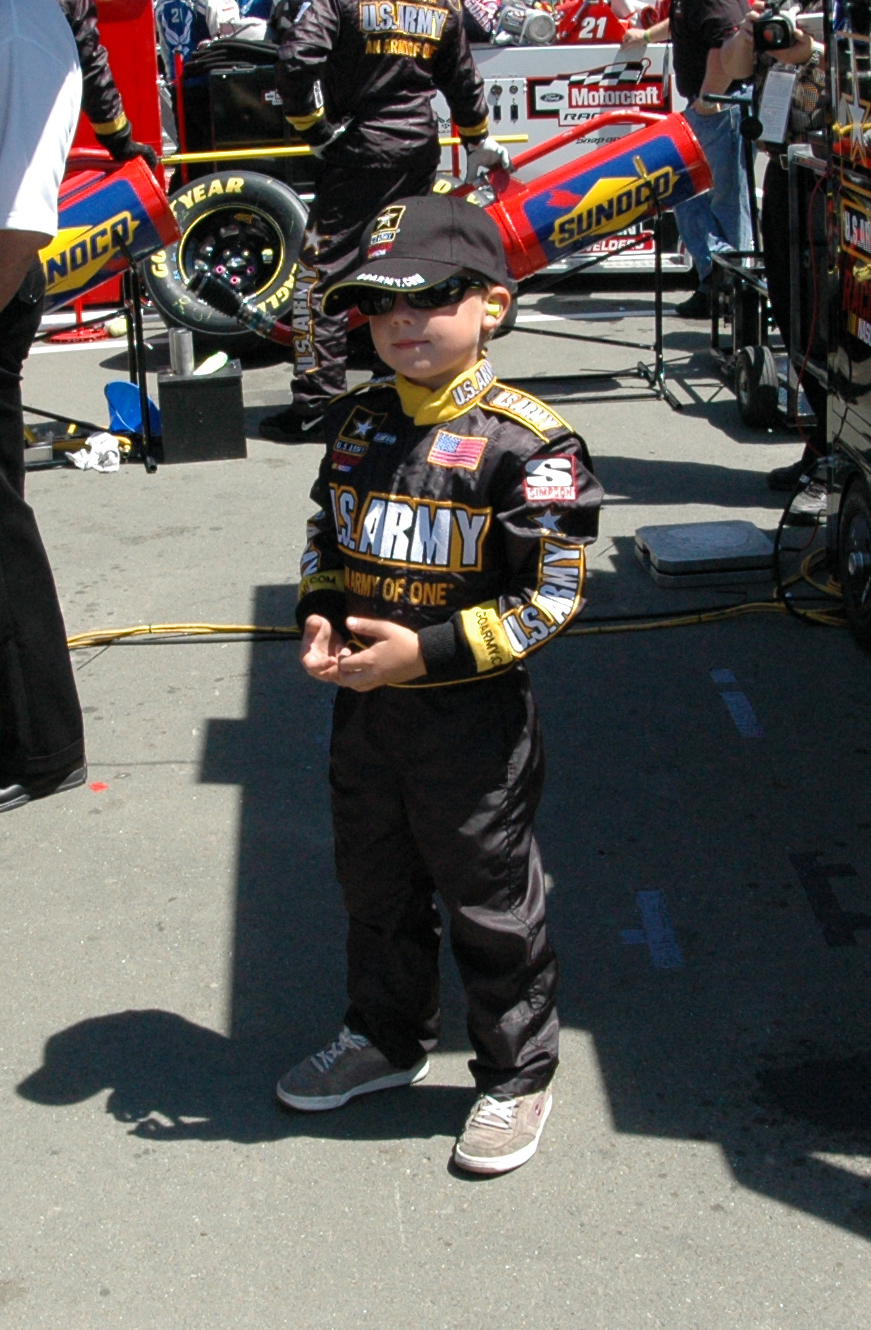
Le jeune Nemechek dans les stands de l'Infineon Raceway en 2005
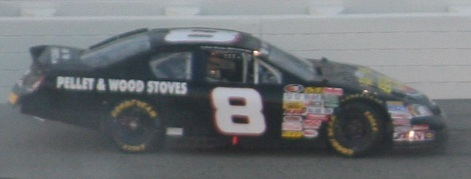
La voiture de Nemechek en K&N Pro Series 2013
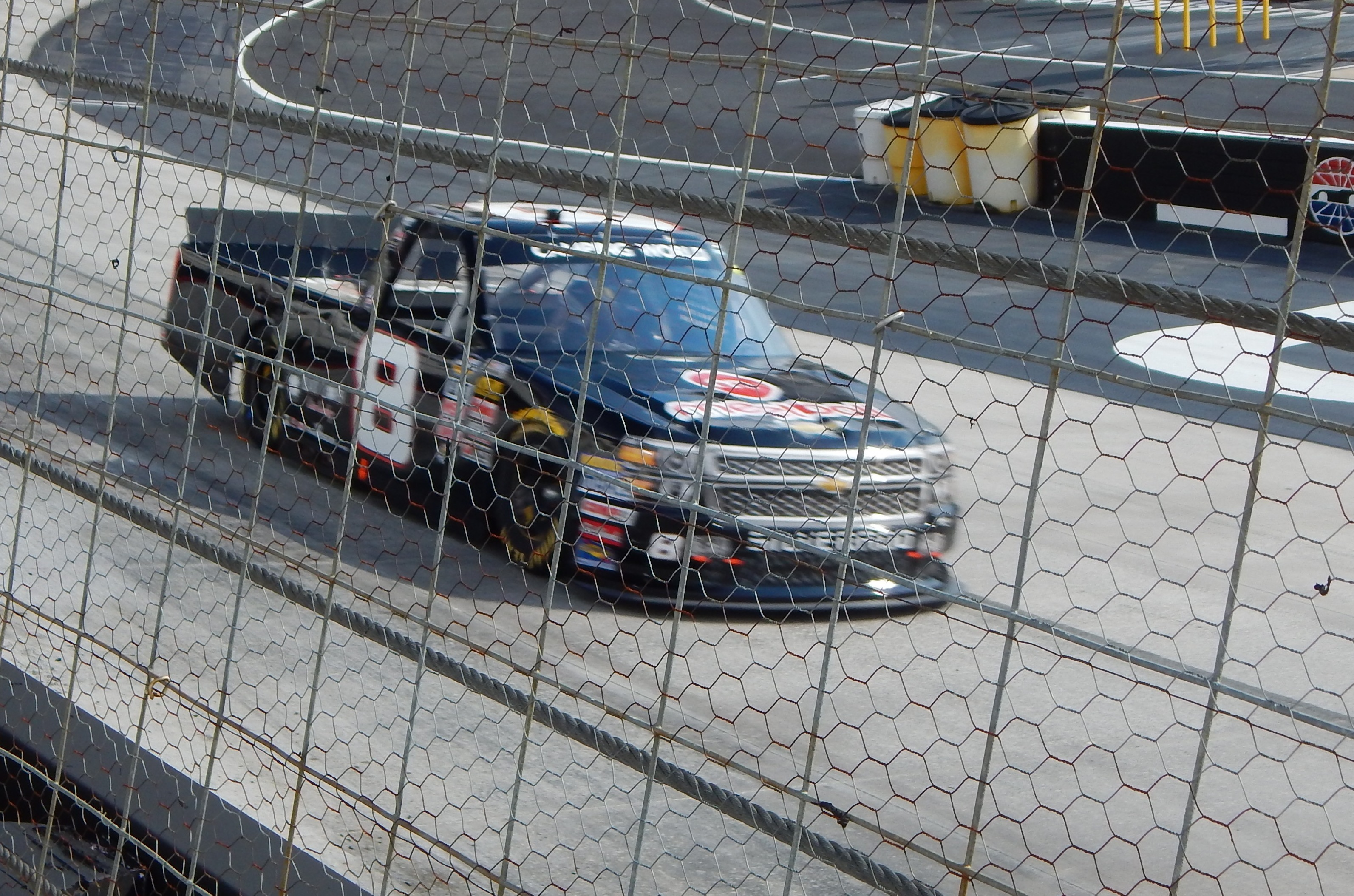
En 2015.
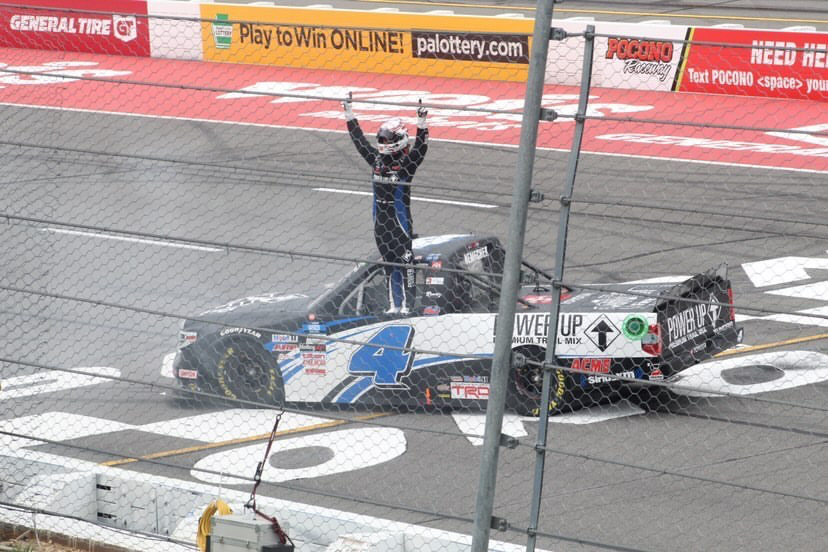
Après la victoire à Pocono en 2021
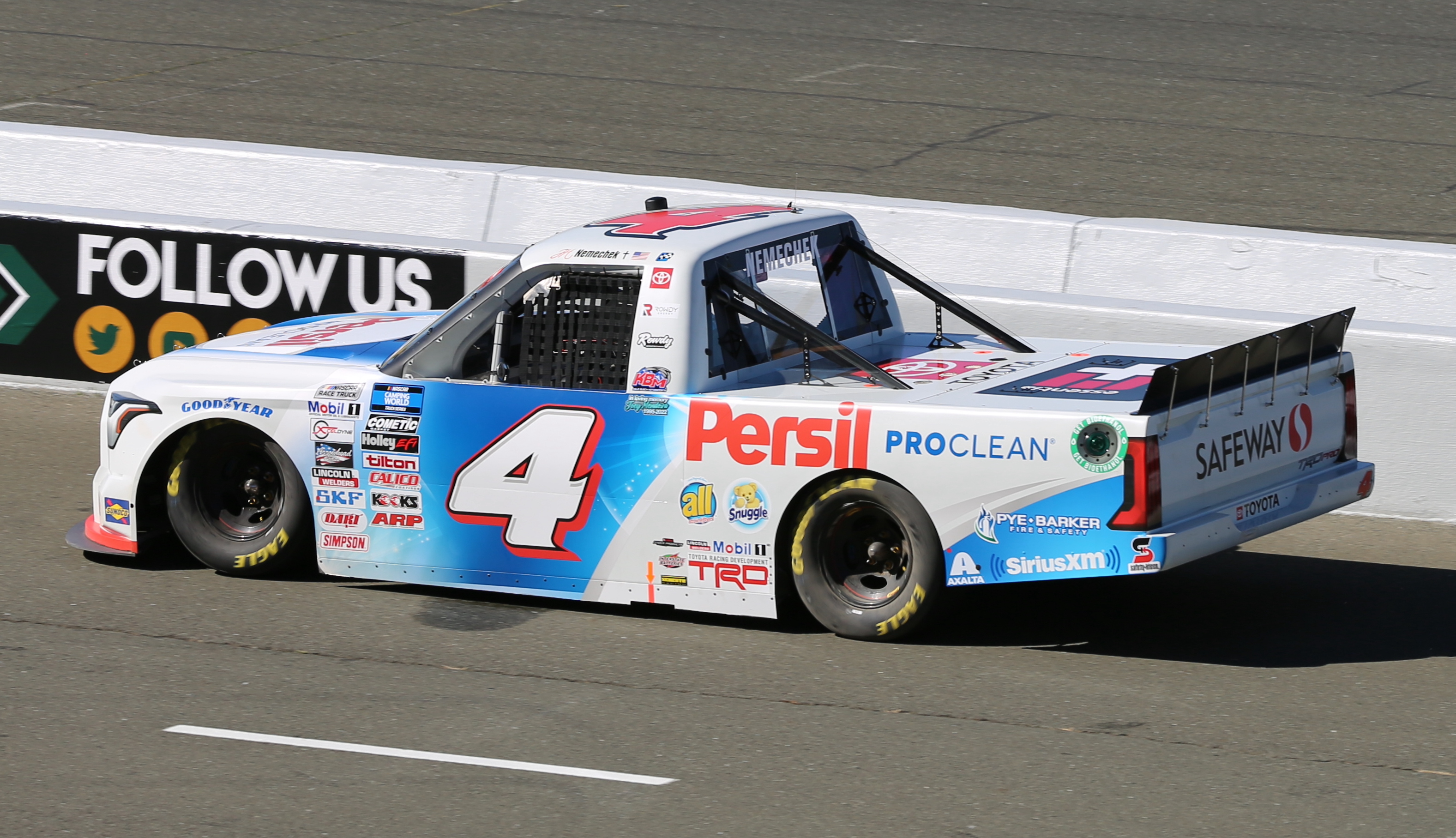
Au Sonoma Raceway en 2022 (no 4)
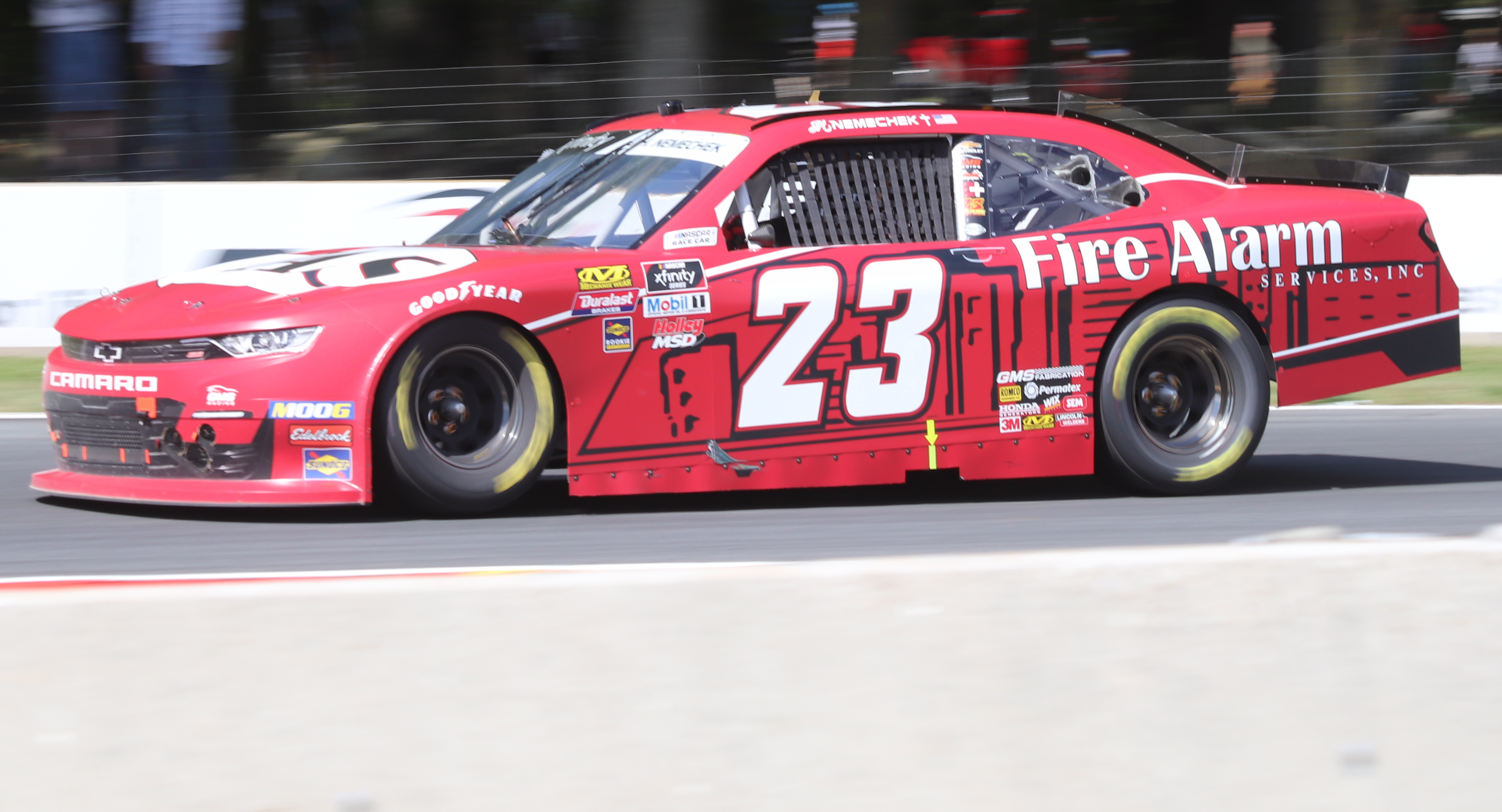
Voiture no 23 en 2019

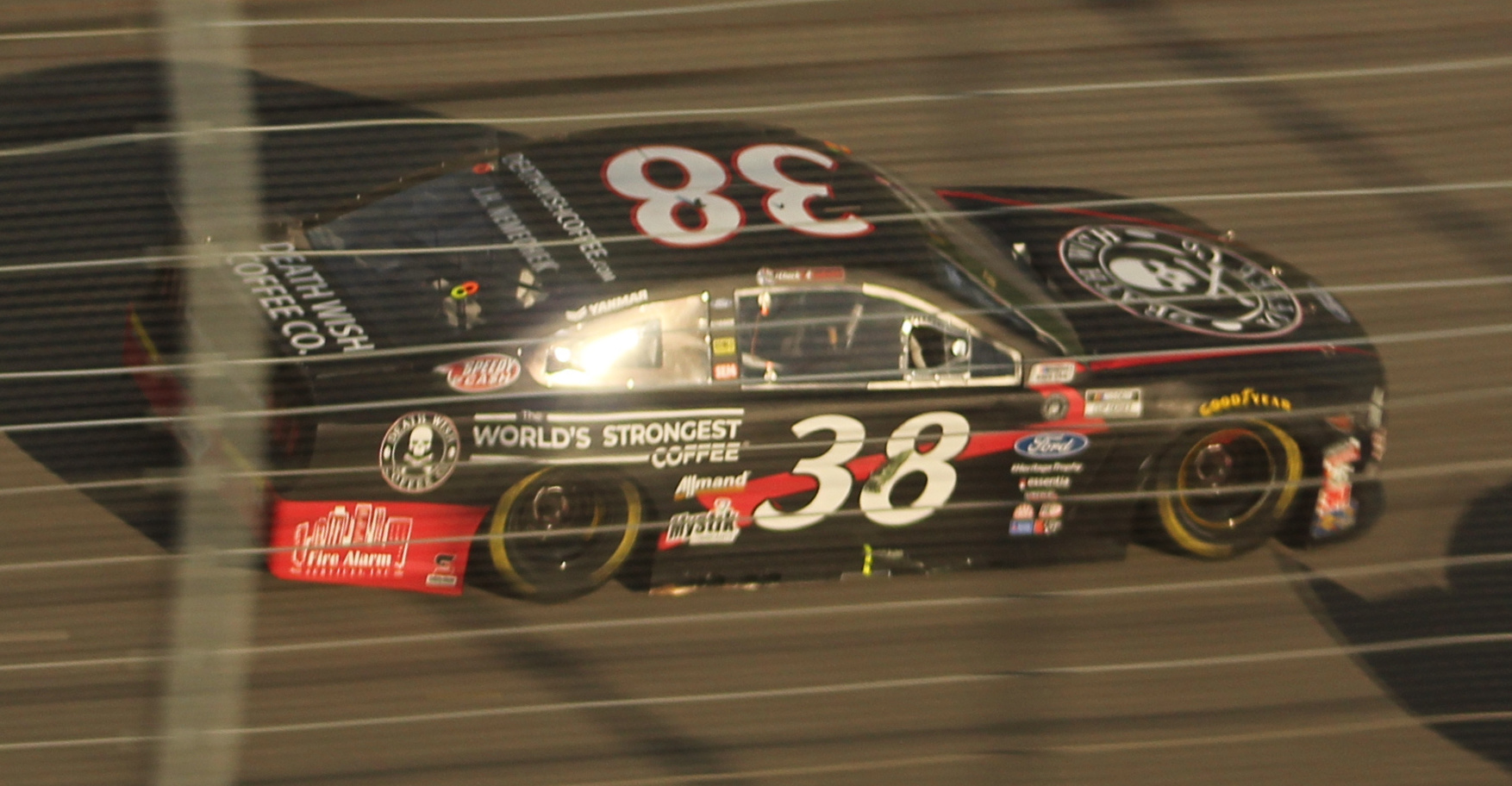
Voiture no 38au Michigan International Speedway en 2020
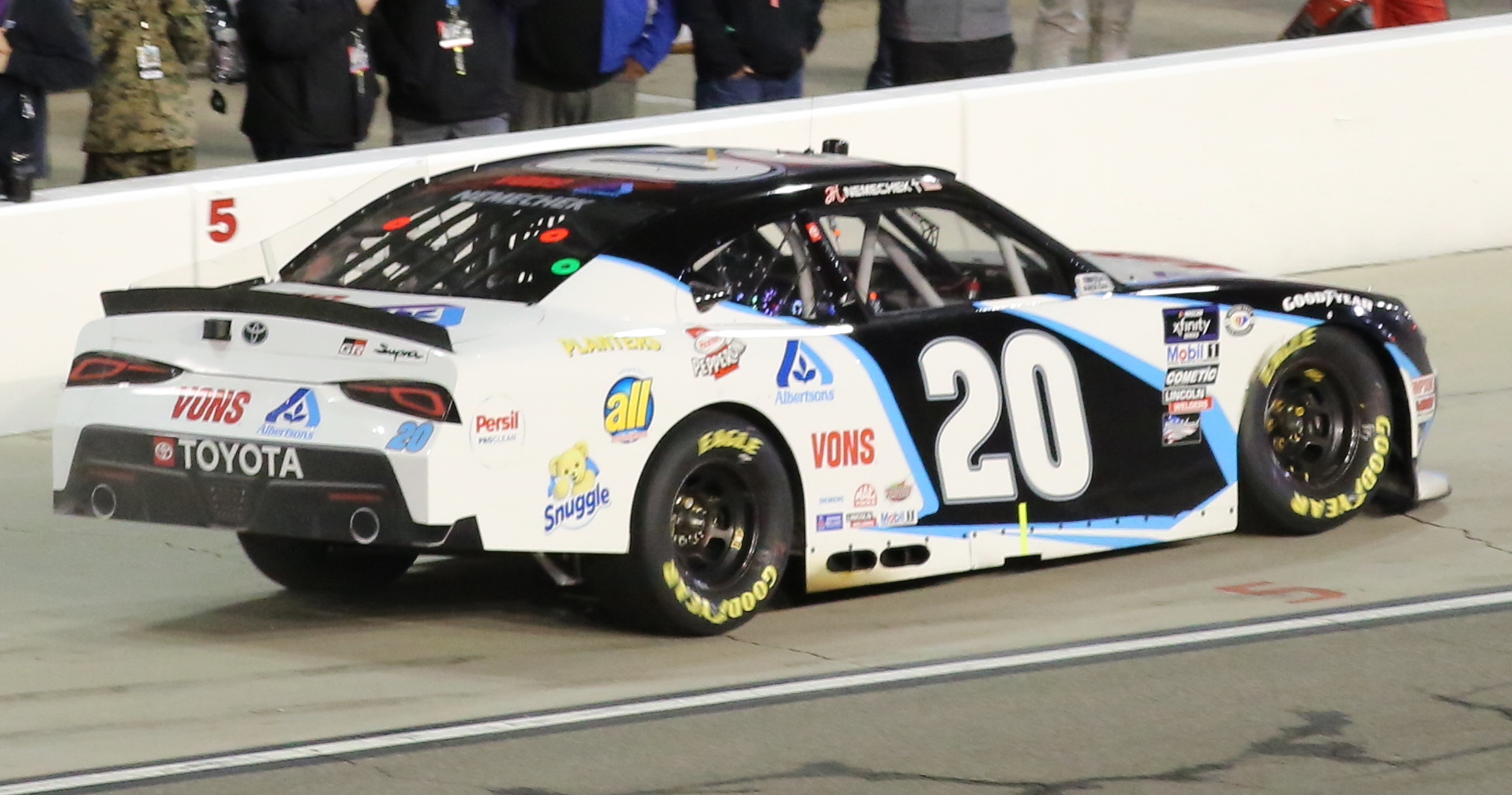
À l'Auto Club Speedway en 2023
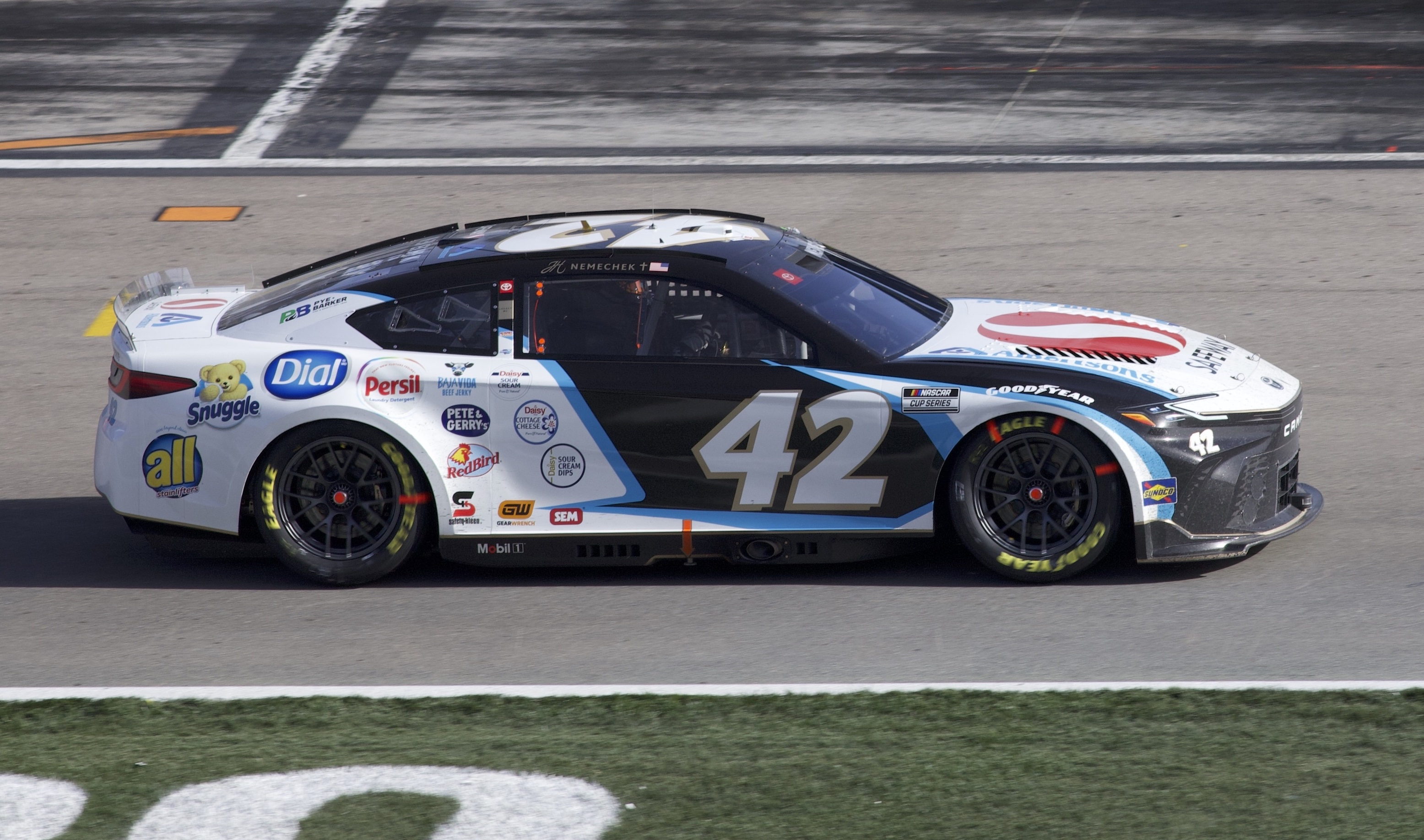
La no 42 au Las Vegas Motor Speedway en 2024